# 2Cellos
2Cellos je slovenačko-hrvatski čelo duo koji čine violončelisti Luka Šulić i Stjepan Hauser, koji su se školovali za izvođenje klasične muzike. Otkako su potpisali ugovor za Sony Masterworks 2011. godine, izdali su četiri albuma, svirajući instrumentalne obrade dobro poznatih pesama iz žanrova kao što su pop, rok, klasična, i filmska muzika. Duo nastupa širom sveta, a već su imali nekoliko gostovanja u američkim tv serijama, uključujući Gli i Neženja.

## Istorija
Hauser, rođen u Puli, Hrvatska, i Šulić, rođen u Mariboru, Slovenija, sa ocem hrvatskog porekla i majkom slovenačkog, obojica muzičari školovani za klasična izvođenja, sreli su se na master času u Hrvatskoj, dok su još uvek bili tinejdžeri. Šulić, koji je godinu dana mlađi, pohađao je muzičku akademiju u Zagrebu, a onda je školovanje nastavio na studijama u Beču. Kasnije se pridružio Kraljevskoj muzičkoj akademiji, u Londonu. Hauser je pohađao Kraljevski Severni muzički koledž u Mančesteru, nakon što je završio svoje studije na Trinity Laban-u,u Londonu.
Duo je stekao svetsku slavu nakon što je objavljena obrada pesme "Smooth Criminal", na Jutjubu, postala svetski hit, zabeleživši preko 3 miliona pregleda u prve 2 nedelje od objavljivanja, i preko 18 miliona pregleda, zaključno sa majem 2016. godine. Pravljenje muzičkog videa za tu pesmu bilo je izvedeno u kratkom roku, uprkos poteškoćama sa finansijama koje su imali, i uspehu koji su postigli u Velikoj Britaniji. Duo se sastao u Puli, gde je jedan od Hauserovih prijatelja, koji je režiser, predložio da se oprobaju na tržištu pop muzike, tako što će obraditi pesmu "Smooth Criminal". Video, koji je prvobitno objavljen 20. januara 2011. godine, prikazuje muzički okršaj između Šulića i Hausera, u ogromnoj beloj sobi, uz Džeksonovu melodiju. Interesantno je činjenica da su se, pre nego što su postali partneri, njih dvojica smatrala velikim rivalima, jer su se često nadmetali na muzičkim takmičenjima.

## Karijera
2Cellos trenutno imaju potpisan ugovor sa dobro poznatom izdavačkom kućom "Sony Masterworks", a snimanje svog prvog albuma završili su u maju 2010. godine, s tim da je taj album rađen u saradnji sa izdavačkom kućom "Menart Records", iz Hrvatske. Objavljen 19. jula 2011. godine, njihov debitantski album, nazvan po njima, sadrži obrade pesama od grupa kao što su: U2, Guns N' Roses, Nine Inch Nails, Sting, Coldplay, Nirvana, Muse, i Kings of Leon. Hauser je izjavio za italijanske novine la Republicca, da će album takođe sadržati obradu pesme "Human Nature", " od Majkl Džekson-a. Duo je izjavio da su birali pesme koje se mogu adaptirati isključivo za 2 čela. Dok su sa nestrpljenjem čekali objavljivanje albuma, izbacili su svoj drugi singl, "Welcome to the Jungle", kao obradu istoimene pesme grupe Guns N' Roses. Tokom velikog broja nastupa, podršku su imali od strane fantastičnog bubnjara Dušana Kranjca.
Elton Džon je ponudio dvojcu da mu se pridruže na letnjoj turneji, 2011. godine, koja je započeta u Kardifu, Vels, 8 juna. Džon, koji je lično pozvao Šulića, rekao je da je odgledao spot za ""Smooth Criminal" i da želi da oni sa njim učestvuju na turneji kroz 30 gradova. Dvojac je prethodno nastupao u emisiji "The Ellen DeGeneres Show", 25. aprila 2011. godine. 2Cellos su takođe nastupali na Ajtjuns festivalu u Londonu, iste te godine (2011).
Dvojac je izveo aranžman za pesmu "Smooth Criminal" u trećoj sezoni televizijske emisije "Gli". Epizoda u kojoj su se pojavili, sa naslovom "Michael", prikazana je premijerno 31. januara 2012. godine, i to je bio prvi put da su u centru pažnje bili instrumentalni muzičari. Scena u kojoj se pesma izvodi bila je slična onoj kao sa originalnog videa. 4. juna 2012. godine 2Cellos nastupili su sa Eltonom Džonom na proslavi šezdesetogodišnje vladavine kraljice Elizabete, u Bakingemskoj palati. Nakon toga, 12. juna iste godine, nastupili su pred punom arenom u Zagrebu. Iako uglavnom obrađuju pesme rok žanra, Šulic i Hauser kažu da i dalje sviraju sa orkestrima, i da ne nameravaju da prestanu sa izvođenjem klasične muzike. Dvojica čelista izjavili su da bi jednog dana želeli da idu na turneju i sa klasičnim i sa savremenim orkestrom. Njihov drugi album, pod nazivom "In2ition", izašao je početkom 2013. godine, i predstavio je nove obrte u raznolikosti klasičnih pesama, zajedno sa par vokala koji su bili iznenađenje, kao i instrumentalni duet partneri, među kojima su: Elton Džon, Leng Leng, Naja Rivera, Stiv Vaj, Skaj Fereira i Zukero. Producent albuma je Bob Ezrin.
Druge numere uključuju obrade poput: "Highway to Hell" od AC/DC-a, gde je gost bio Stiv Vaj, "Clocks" od grupe Coldplay, gost Leng Leng, "Supermassive Black Hole" grupe Muse, gost Rivera, zatim italijanska verzija "The Book of Love" od grupe The Magnetic Fields, pod nazivom "II Libro Dell'Amore", gost Zukero, "Benedictus", koji izvodi Karl Dženkins, i "Oh well", koju su izveli zajedno sa Ser Elton Džon-om.
U julu 2013. godine, duo je snimio reklamu za japansku mobilnu telefoniju, Docomo. Njihov drugi album, "In2ition", debitovao je na prvom mestu Japanese Album chart-a, u avgustu 2013. godine. U sklopu svetske turneje sa Eltonom Džonom, koja je uključivala koncerte u Severnoj Americi, Evropi i Aziji, 2Cellos su nastupali na Medison Skver Gardenu, 2 dana za redom, u decembru 2013. godine. U martu 2014. godine imali su solo turneju u Japanu.
Године 2015, godine, 2Cellos su izbacili svoj treći album, "Celloverse", u kome su učestvovali kao koproducenti. Album sadrži raznolika izvođenja, uključujući "Thunderstruck" od AC/DC-a, "Wake me Up", od Avicci-a, "They Don't Care About Us", od Majkl Džeksona, Hans Zimer-ova Mombasa (iz filma Inception), kao i originalnu numeru pod nazivom "Celloverse", pored mnogobrojnih drugih numera.
2Cellos aktivno koriste Jutjub da bi se približili svojim fanovima. Pored toga što objavljuju spotove svojih pesama, takođe objavljuju video snimke sa zapaženih javnih nastupa, među kojima su: Arena Zagreb (2012), Arena Pula (2013), Exit Festival (2014), kao i koncert povodom proslave petogodišnjice, u Areni Di Verona (2016). U februaru 2014. godine, objavili su obradu pesme "Thunderstruck", od grupe AC/DC, na Jutjubu. Video prikazuje duo kako nastupa pred publikom u doba Baroka, koji ubrzo dolaze do saznanja da je ta pesma sve samo ne klasična. Video je postao viralan početkom marta, nakupivši 10 miliona pregleda za samo 2 nedelje. Do prvog aprila 2017. godine, video je zabeležio preko 80 miliona pregleda.
Kako je Šulić izjavio za sidnejski list The Sydney Morning Herald, "Volimo AC/DC podjednako kao i Baha", na šta je Hauser dodao: "I AC/DC i Bah su jednostavni i ubedljivi u onome što rade."
U 2017. godini, Šulić i Hauser objavili su svoj novi album, Score, koji su snimali zajedno sa Londonskim Simfonijskim orkestrom, a koji sadrži razne numere iz sveta televizije i filmske muzike. Kako bi obeležili objavljivanje albuma, 2Cellos su objavili na Jutjubu zvanični video za numeru "Medley", iz televizijske serije "Igra prestola", koja je sakupila preko milion pregleda za samo 2 dana.

## Diskografija
- 2Cellos (2011, Sony Masterworks)
- In2ition (2013, Sony Masterworks)
- Celloverse (2015, Sony Masterworks)
- Score (2017, Sony Masterworks)

## Turneje
- The Score World Tour (2017)

## Nagrade

### Porin
| Godina | Primalac             | Nagrada                              | Rezultat   | Ref.   |
| ------ | -------------------- | ------------------------------------ | ---------- | ------ |
| 2012   | 2Cellos              | Najbolji internacionalni album       | Освојено   | [ 28 ] |
| 2012   | "Smooth Criminal"    | Najbolja internacionalna pesma       | Освојено   | [ 28 ] |
| 2013   | In2ition             | Najbolji internacionalni album       | Номинација | [ 29 ] |
| 2014   | Live at Arena Zagreb | Najbolji internacionalni video album | Освојено   | [ 30 ] |

### Japan Gold Disc Award
| Godina | Primalac    | Nagrada                            | Rezultat | Ref.   |
| ------ | ----------- | ---------------------------------- | -------- | ------ |
| 2014   | In2ition    | Instrumentalni album godine        | Освојено | [ 31 ] |
| 2014   | "Kagemusha" | Pesma godine po broju Download-ova | Освојено | [ 32 ] |

### MTV Europe Music Awards
| Godina | Primalac | Nagrada                   | Rezultat   | Ref.   |
| ------ | -------- | ------------------------- | ---------- | ------ |
| 2015   | 2Cellos  | Nagrada za najbolju glumu | Номинација | [ 33 ] |

### Večernjakove ruže
| Godina | Primalac | Nagrada         | Rezultat | Ref.   |
| ------ | -------- | --------------- | -------- | ------ |
| 2014   | 2Cellos  | Muzičari godine | Освојено | [ 34 ] |

## Spoljašnje veze
- Званични веб-сајт
- Званични веб-сајт
- 2Cellos na Jutjubu